# Словенські монети євро
Словенські монети євро — вісім монет євро, випущених Монетним двором Словенії. Кожна монета має свій унікальний дизайн. Усі монети містять на реверсі 12 зірок ЄС, рік випуску і назву країни.

## Дизайн національної сторони
| 0,01 €                                                | 0,02 €                                                                                         | 0,05 €                      |
| ----------------------------------------------------- | ---------------------------------------------------------------------------------------------- | --------------------------- |
| Лелека — символ, що використовувався також на толарах | Файл:2 Euro cents Slovenia.jpg · «Княжий камінь», · на якому коронувались правителі Карантанії | Малюнок Івана Грохара       |
| 0,10 €                                                | 0,20 €                                                                                         | 0,50 €                      |
| «Собор Свободи»                                       | Пара коней породи ліпіззан                                                                     | Гора Триглав і сузір'я Рака |
| 1,00 €                                                | 2,00 €                                                                                         | Гурт монети в €2            |
| Примож Трубар, словенський реформатор                 | Франце Прешерн, словенський поет, і рядок його вірша, що став гімном Словенії                  | S L O V E N I J A           |

## Випуск монет
Джерело:  
| Номінал                                                                                                  | €0.01      | €0.02      | €0.05      | €0.10      | €0.20      | €0.50      | €1         | €2         |
| --- | ---------- | ---------- | ---------- | ---------- | ---------- | ---------- | ---------- | ---------- |
| 2007 | 44,600,000 | 44,150,000 | 43,700,000 | 42,700,000 | 37,150,000 | 32,100,000 | 29,650,000 | 21,250,000 |
| 2008 | ---        | ---        | ---        | ---        | ---        | ---        | ---        | ---        |
| 2009 | 17,900,000 | 12,300,000 | ---        | ---        | ---        | ---        | ---        | ---        |
| 2010 | ---        | ---        | ---        | ---        | ---        | ---        | ---        | ---        |
| /// = монети не карбувалися, ??? = дані відсутні, --- = монети карбувалися тільки для ознайомчих наборів |            |            |            |            |            |            |            |            |